# بوينغ أم كيو-25 ستينغراي
بوينغ أم كيو-25 ستينغراي هي طائرة دون طيار للتزود بالوقود جوا من تطوير شركة بوينغ. أقلعت أول مرة في 19 سبتمبر 2019.